# Joachim Wolfgang Graf von Moltke
Joachim Wolfgang Graf von Moltke (geboren 23. September 1909 in Kreisau, Deutsches Reich; gestorben 2002 in Hamburg) war ein deutscher Kunsthistoriker und Museumsleiter.

Joachim an der Seite des älteren Bruders Helmuth mit Mutter und Großeltern (1919)

## Leben
Joachim Wolfgang von Moltke war ein Sohn des Gutsbesitzers und Mitglieds des Preußischen Herrenhauses Graf Helmuth (Adolf) von Moltke (1876–1939) und der Südafrikanerin Dorothy Rose Innes (1884–1935), Tochter des Richters James Rose Innes (1855–1942). Er hatte vier Geschwister, Helmuth James Graf von Moltke, der 1945 als Widerstandskämpfer von den Nationalsozialisten ermordet wurde, war sein älterer Bruder. 
Von Moltke wuchs auf dem Familiengut Kreisau in Schlesien auf und besuchte das Gymnasium in Reichenbach am Eulengebirge. Er studierte Kunstgeschichte, Geschichte und Archäologie 1929/30 in Berlin bei Adolph Goldschmidt, 1930/31 in München bei Wilhelm Pinder und 1931/34 in Frankfurt bei Hans Jantzen. Er wurde 1934 mit einer Dissertation über Salomon de Bray an der Universität Frankfurt am Main promoviert, die 1937 im Marburger Jahrbuch gedruckt wurde. Von Moltke trat Ende 1933 der SA bei. 1934/35 leistete er seinen Wehrdienst. Ab Dezember 1935 war er Assistent am Wallraf-Richartz-Museum in Köln. Von Moltke wurde 1940 als Soldat eingezogen und wurde als Leutnant Ordonnanzoffizier bei General Alexander von Falkenhausen im besetzten Brüssel und 1944 beim Wehrmachtsstab im besetzten Oslo. Bei Kriegsende geriet er in Norwegen in Kriegsgefangenschaft, aus der er 1946 entlassen wurde.
Von Moltke fand im Juni 1946 Arbeit als Kulturreferent bei der Landesverwaltung in Schleswig-Holstein. Er emigrierte im März 1948 in das Heimatland seiner Mutter nach Südafrika und arbeitete von 1949 bis 1962 als Lektor für Kunstgeschichte an der Michaelis School of Fine Art der Universität Kapstadt. Daneben war er stellvertretender Direktor der Südafrikanischen Nationalgalerie. 
Im Jahr 1962 wurde von Moltke Direktor des Städtischen Museums Bielefeld und sorgte 1964 für die Gründung des städtischen Naturkunde-Museums. Er begleitete den von Rudolf-August Oetker gesponserten Bau der Kunsthalle Bielefeld, der 1968 fertiggestellt wurde, und war bis 1974 deren Direktor.  

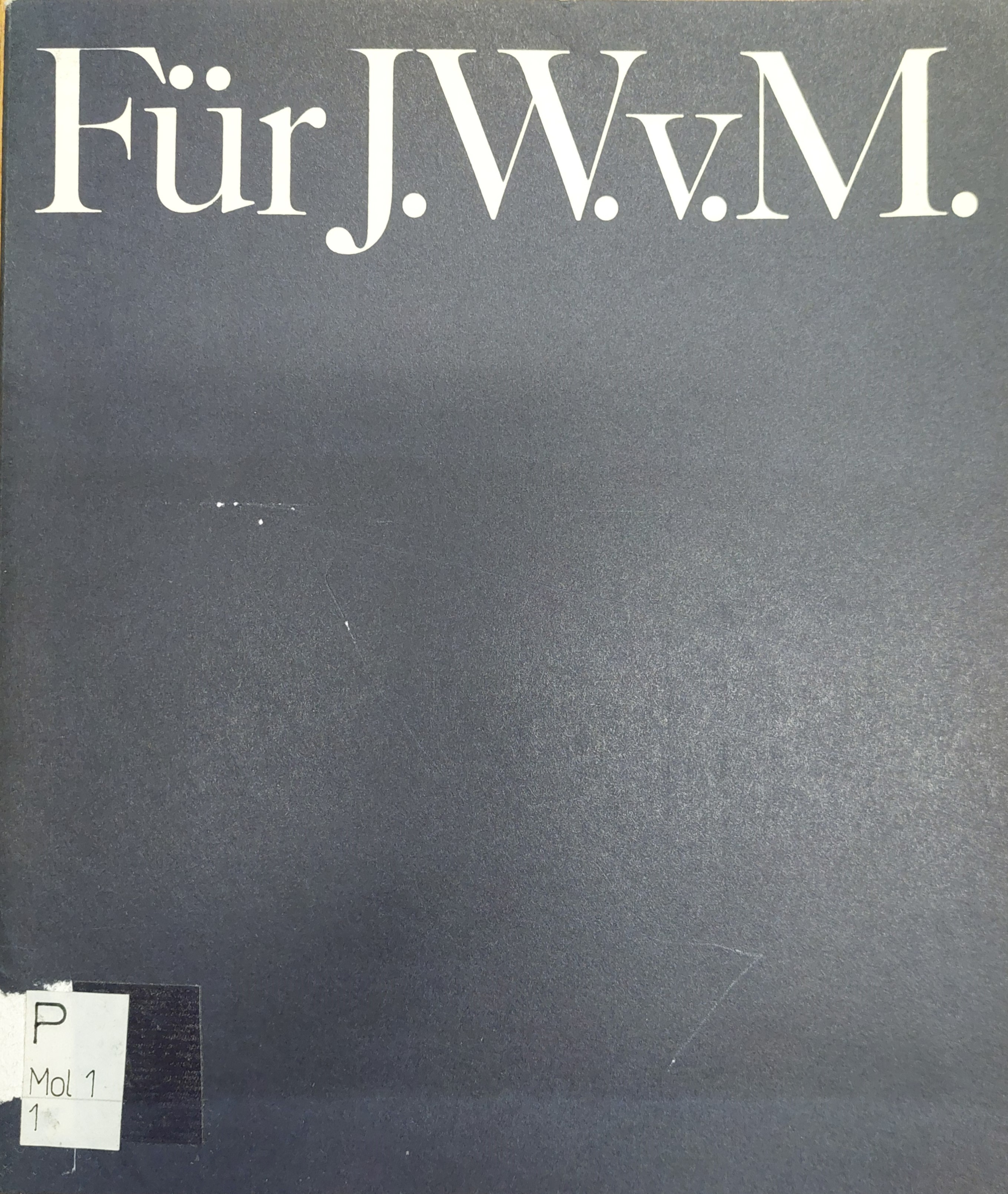
Für J.W.v.M. (1974)

## Schriften (Auswahl)
- Salomon de Bray. (Marburger Jahrbuch für Kunstwissenschaft. Band. 11 und 13) Hopfer,  Burg bei Magdeburg 1938. Phil. Diss., Frankfurt 1934.
- Die Gemälde der altdeutschen Meister. Wallraf-Richartz-Museum der Hansestadt Köln. Band 1. Köln 1939.
- Das große Jahrhundert flämischer Malerei. Schwann, Düsseldorf 1944.
- Exhibition of German graphic art of the XV and XVI centuries. Kapstadt 1953.
- Gerhard Marcks. Städtisches Museum, Bielefeld 1963.
- Govert Flinck, der Kleefsche Apelles 1616–1660: Gemälde und Zeichnungen. Städtisches Museum Haus Koekkoek, Kleve, Juli–September 1965. Hertzberger, Amsterdam 1965.
- Emil Nolde. Städtisches Kunsthaus, Bielefeld 1966.
- Die Entstehung der Kunsthalle Bielefeld. Kunsthalle, Bielefeld 1993.